# Rustavi 2
Rustavi 2 Broadcasting Company (Georgiska: შპს "სამაუწყებლო კომპანია რუსთავი 2"; Samautsqeblo Vompania Rustavi 2), mer känt som Rustavi 2 är ett privat TV-bolag från Georgien.
Stationen är baserad i Tbilisi, men grundades 1994 i Rustavi. Kanalen är en av de mest populära i Georgien och når ut till omkring 85% av befolkningen. Kanalen visar bland annat Georgiens enda TV-morgonprogram, "Good morning, Georgia", den georgiska versionen av det populära programmet "Vem vill bli miljonär?", den georgiska versionen av Talang, Nitjieri, och georgiska Idol, "Dzjeostari".

## Historia
Kanalen bildades 1994 och var hela tiden kritisk mot expresident Eduard Sjevardnadzes regering. Detta gjorde att georgiska myndigheter gjorde flera försök att stänga ner kanalen.
I juli 2001 mördades den mycket populära georgiske TV-journalisten Giorgi Sanaia, som arbetade för Rustavi 2. Av många ansågs detta som ett politiskt mord relaterat till hans program "Night Courier". Rustavi 2 var också den huvudsakliga massmediala källan, som användes som tribun av oppositionsledarna under rosenrevolutionen, 2003.
Rustavi 2 var först med att använda digital hårdvara i Georgien, de var först med att sända via satellit och man var först i landet med att bli associerad medlem i EBU (European Broadcasting Union).